# Authon-Ébéon
Authon-Ébéon là một xã trong tỉnh Charente-Maritime Charente-Maritime trong vùng Nouvelle-Aquitaine, tây nam nước Pháp. Xã Authon-Ébéon nằm ở khu vực có độ cao trung bình 30 mét trên mực nước biển.